# 白色オベリスク
白色オベリスク（White Obelisk）は、北部イラクにある古代アッシリアの都市ニネヴェで発見された大型の石柱。イギリスの考古学者ホルムズド・ラッサムによって1853年に発見された。シャルマネセル3世の黒色オベリスクと並び、完全な形で現存するアッシリア帝国の2点のオベリスクの1つである。両方とも大英博物館に収蔵されている。白色オベリスクは新アッシリア時代初頭頃の作品であり、作成年代はアッシュル・ナツィルパル1世（前1040年頃）、ティグラト・ピレセル2世（前950年頃）、アッシュル・ナツィルパル2世（前870年頃）の治世等、諸説ある。

## 発見
白色オベリスクは1853年7月にイギリスの考古学者ホルムズド・ラッサムによって発見された。発掘報告書によればこのオベリスクはセンナケリブ王の宮殿の北東約60メートルあたり、遺丘の表面から深さおよそ5メートルの場所で発見された。1854年3月にムンバイ（ボンベイ）経由で軍船HMS アクバルでロンドンに運ばれ、1855年に到着し、ただちに大英博物館のコレクションに加えられた。

## 解説
白色オベリスクは石灰岩で作られた非常に大型の四面柱で、全ての面が浮彫で装飾され、頂上部に碑文が刻まれている。浮彫には遠征とアッシリア王の（狩猟のような）レクリエーション活動が描かれている。描かれた王はアッシュル・ナツィルパル1世、ティグラト・ピレセル2世、アッシュル・ナツィルパル2世のいずれかに同定されている。ジュリアン・リード（Julian Reade）は、衣装の様式によって白色オベリスクがアッシュル・ナツィルパル1世の治世中に建造されたことがわかるとする。これはこのオベリスクに描かれた多くの家臣がフェズ（トルコ帽）のような帽子を被っているためで、この帽子は他に前13世紀の彫刻の例しか知られていない。この説が正しいならば、白色オベリスクは現存するアッシリア美術最初期の作品の1つということになる。

## 碑文と浮彫

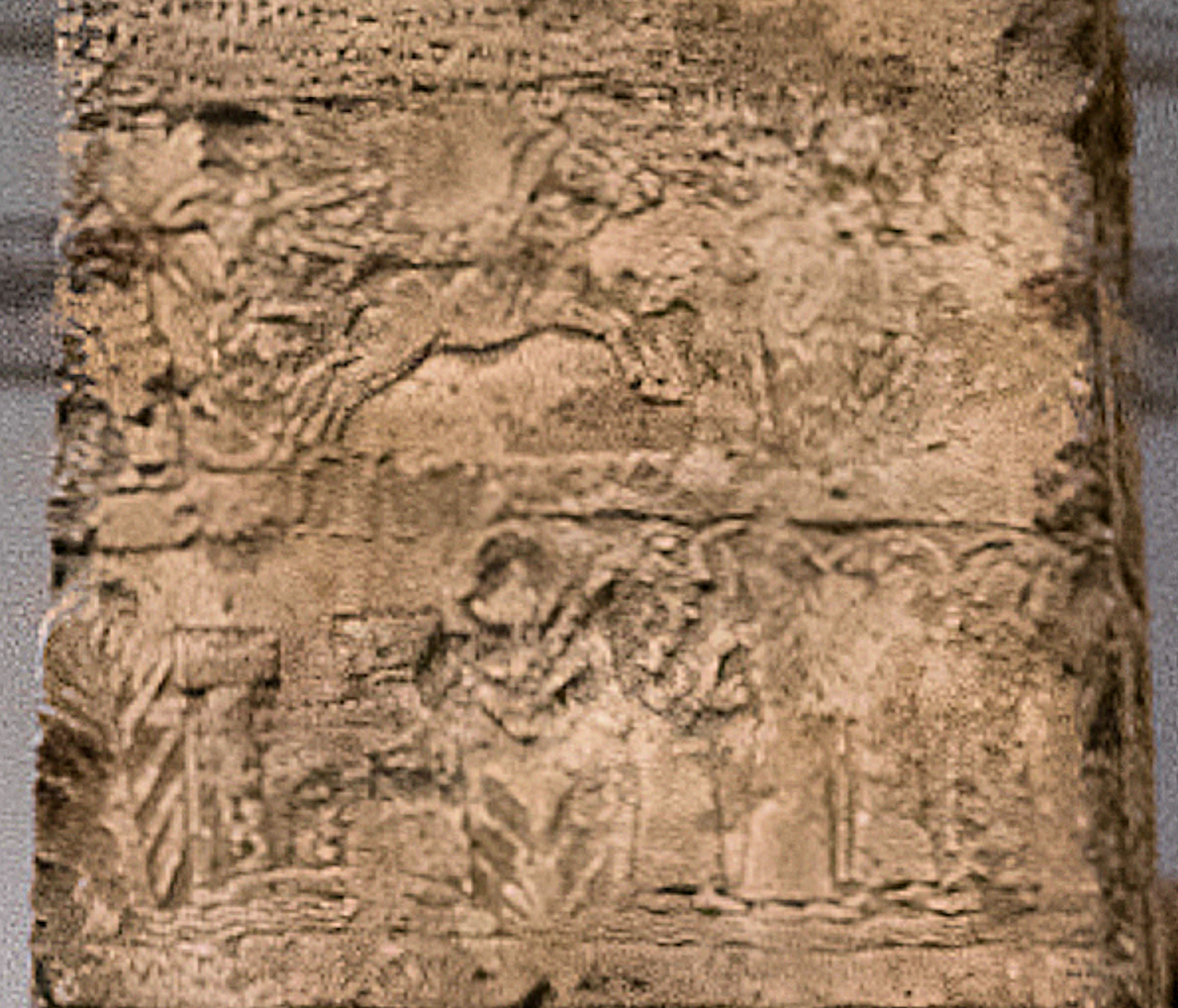
戦闘場面詳細。

白色オベリスク頂上部の碑文の現存部では、アッシリア王が偉大な征服者として描写され、戦利品、捕虜、家畜の群れをアッシュル市へと運んでいる。オベリスクの4つの面それぞれには8行の浮彫の描写がある。それらには、王による軍事的遠征、貢物を受領する王、家臣たちの大宴会、野獣狩りなどの様々な場面が描かれている。ある宗教的場面には碑文が添えられており、その場面が王がニネヴェ市の主神である女神イシュタルの前で献酒する場面であることが説明されている。